# Batalha de Goose Green

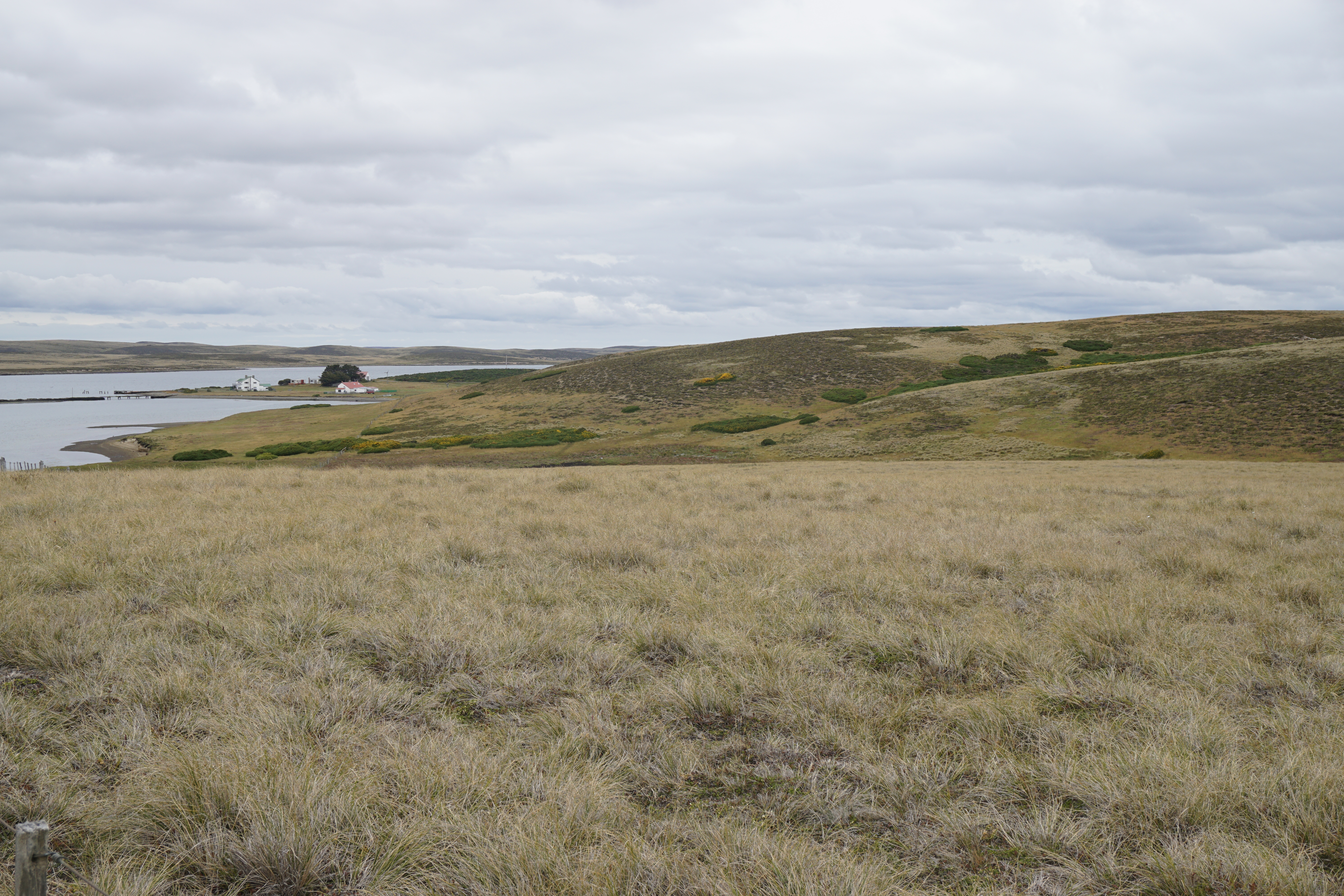
A vegetação e o terreno ao redor de Goose Green

A Batalha de Goose Green foi travada de 28 a 29 de maio de 1982 pelas forças britânicas e argentinas durante a Guerra das Malvinas. Localizado no istmo central de East Falkland, o assentamento de Goose Green era o local de um aeródromo. As forças argentinas estavam localizadas em uma posição bem defendida a uma distância de ataque de San Carlos Water, onde a força-tarefa britânica se posicionou após o desembarque anfíbio.
O corpo principal da força de assalto britânica era composto pelo 2º Batalhão do Regimento de Pára-quedistas, comandado pelo Tenente-Coronel Herbert Jones. A BBC Radio transmitiu notícias sobre o ataque iminente a Goose Green. Sabendo que isso provavelmente alertou os defensores argentinos, a transmissão resultou em críticas imediatas de Jones e outros funcionários britânicos.
Depois que o ataque começou nas primeiras horas de 28 de maio, o avanço do 2º Batalhão do Regimento de Pára-quedistas foi paralisado por trincheiras fixas com campos de tiro interligados. Jones foi morto durante uma carga solo em um posto de metralhadora inimigo. A guarnição argentina concordou com um cessar-fogo e se rendeu formalmente na manhã seguinte.